# 上土方旦付新田
上土方旦付新田（かみひじかただんづくしんでん）は、静岡県掛川市にある大字。

## 地理
静岡県掛川市の南部に位置する。合併前の旧大東町においては北西部に位置していた。菱形のような形状の大字である。小笠山の山麓に位置していることから、西から中央にかけてほとんどが山地となっている。東に僅かながら平地が広がり田畑や人家がみられる。東端は静岡県道249号掛川大東大須賀線に沿って細長く回廊状に伸びており、下小笠川にまで達している。その結果、大字である入山瀬と上土方落合の間に上土方旦付新田が割り込むような形状となっている。
なお、集落としては、隣接する大字とともに「落合」として扱われている。掛川市の自治区としては上土方区に属している。

### 山岳
- 小笠山

### 湖沼
- 旦付新池

## 歴史
上土方旦付新田と呼ばれている地は、もともとは自然村である遠江国城東郡今滝村の一部であった。その後、今滝村から旦付新田が分離独立した。旦付新田は、当初は幕府領となり、のちに横須賀藩領となった。溝口家が庄屋を務めていた。内山真龍の『遠江国風土記伝』によれば当時の旦付新田の石高は16石4斗5升4合であったとされている。農業が盛んであり、米をはじめとする五穀、蕎麦、胡麻、牛蒡、蕗、萵苣、藍、木綿などが栽培されていた。明治元年には駿府藩領となり、明治2年には静岡藩領となった。この旦付新田がのちの上土方旦付新田に該当する。旦付新田は1875年（明治8年）に落合村、嶺向村と合併することになり、新たに上土方村が発足した。
町村制が施行された1889年（明治22年）時点では、この地は静岡県城東郡土方村の一部となっていた。その後の度重なる市町村合併を経て、1973年（昭和48年）4月よりこの地は大東町の一部となった。さらに大東町が掛川市、大須賀町と合併することになり、2005年（平成17年）4月よりこの地は掛川市の一部となった。

### 地名の由来
「上土方旦付新田」と呼ばれている地は、かつては土形郷の一部であり、時代が下ると「旦付新田」を形成していた。その後、旦付新田は落合村、嶺向村と合併し「上土方村」が設置された。「上土方旦付新田」はそれらの名前に因んでいる。

### 沿革
- 1871年 - 城東郡が静岡県に移管。
- 1871年 - 城東郡が浜松県に移管。

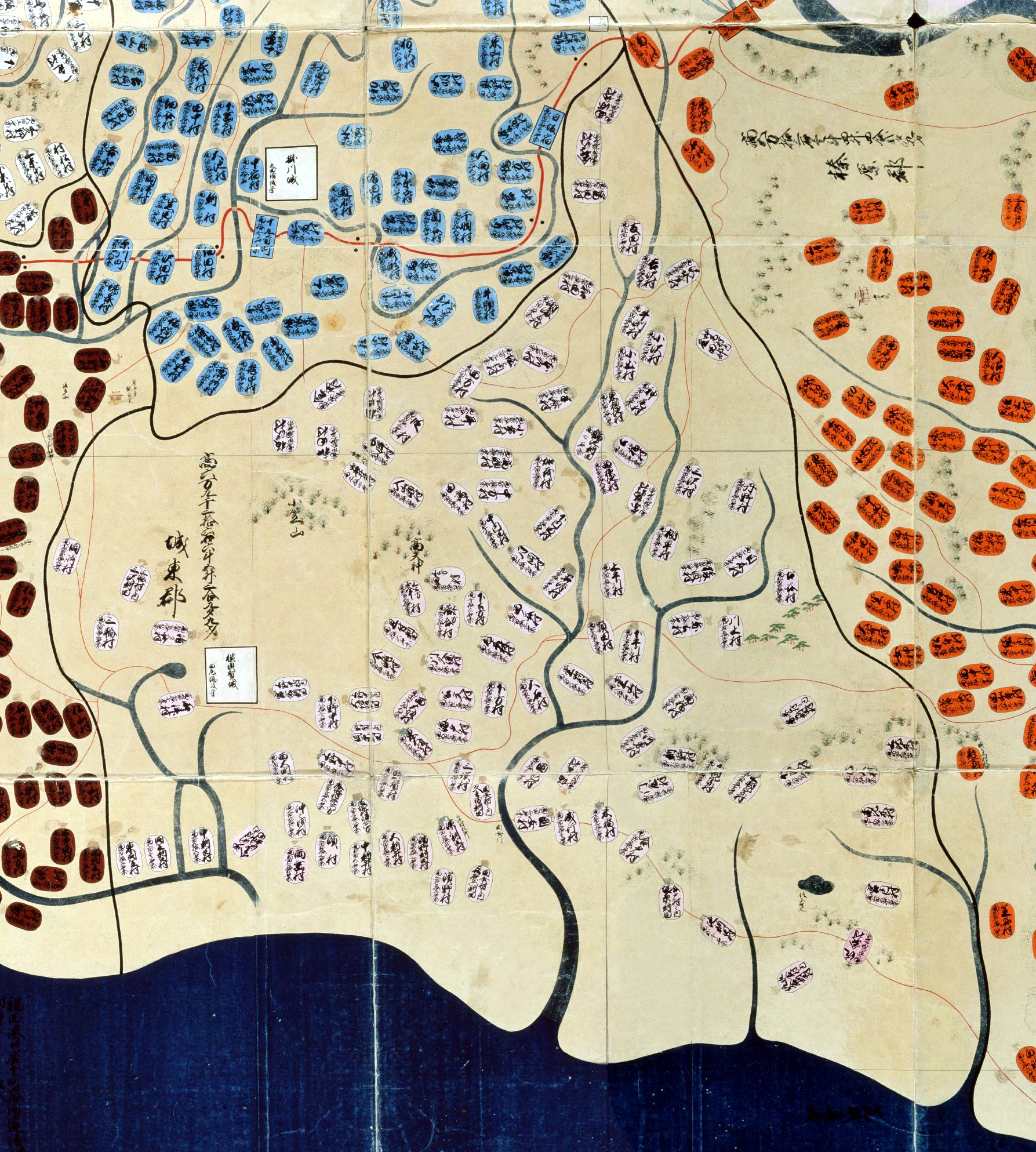
江戸時代に描かれた「遠江國」（『天保國繪圖』天保9年）。城東郡の村は薄桃色で示されており「旦付新田」がみえる

- 1875年 - 浜松県城東郡落合村、嶺向村、旦付新田が合併して上土方村を設置[5]。
- 1876年 - 城東郡が静岡県に移管。
- 1889年 - 静岡県城東郡下土方村、入山瀬村、今滝村、上土方村、川久保村の大部分、中村の一部が合併して土方村を設置。
- 1896年 - 静岡県佐野郡、城東郡が合併して小笠郡を設置。
- 1955年 - 静岡県小笠郡佐束村、土方村が合併して城東村を設置。
- 1973年 - 静岡県小笠郡大浜町、城東村が合併して大東町を設置。
- 2005年 - 静岡県掛川市、小笠郡大東町、大須賀町が合併して掛川市を設置。

## 世帯数と人口
2024年（令和6年）11月末日現在の世帯数と人口は以下の通りである。
| 大字           | 世帯数 | 人口 |
| -------------- | ------ | ---- |
| 上土方旦付新田 | 22世帯 | 60人 |

## 事業所
2021年（令和3年）現在の事業所数と従業員数は以下の通りである。
| 大字           | 事業所数 | 従業員数 |
| -------------- | -------- | -------- |
| 上土方旦付新田 | 3事業所  | 28人     |

## 小・中学校の学区
公立小・中学校に通う場合、学区は以下の通りとなる。
| 番地 | 小学校             | 中学校             |
| ---- | ------------------ | ------------------ |
| 全域 | 掛川市立土方小学校 | 掛川市立城東中学校 |

## 交通

### 道路
- 静岡県道249号掛川大東大須賀線

## その他

### 郵便
- 郵便番号：437-1437[8]（集配局：遠江大東郵便局）

### 警察
警察の管轄区域は以下の通りである。
| 番地 | 警察署     | 交番・駐在所 |
| ---- | ---------- | ------------ |
| 全域 | 掛川警察署 | 城東駐在所   |

### 消防
消防の管轄区域は以下の通りである。
| 番地 | 消防署・分署 | 消防団分団   |
| ---- | ------------ | ------------ |
| 全域 | 南消防署     | 大東第四分団 |

### 註釈
1. ↑  今日では「遠江国風土記伝」と表記するのが一般的であるが、1900年に発行された『逺江國風圡記傳』では「逺江國風圡記傳」との表記を用いているため、同書に関する出典表記はそれに倣った。